# Dave Filoni

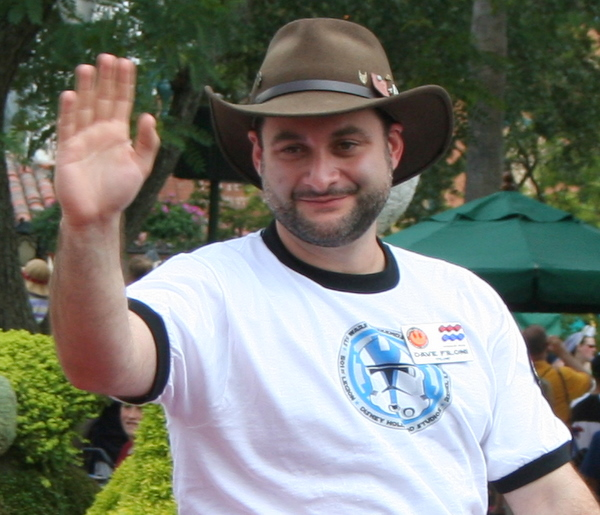
Dave Filoni

Dave Filoni (* 7. Juni 1974 in Mt. Lebanon, Pennsylvania, Vereinigte Staaten) ist ein US-amerikanischer Filmregisseur, -produzent, Drehbuchautor und Synchronsprecher, der insbesondere für seine Arbeit an mehreren Star-Wars-Serien bekannt ist. Seit Sommer 2020 ist er Executive Producer, bzw. Executive Creative Director von Lucasfilm.

## Leben
Dave Filoni wuchs in Mt. Lebanon, einem Vorort südwestlich von Pittsburgh, Pennsylvania, auf. Er machte im Jahr 1992 an der Mt. Lebanon High School seinen Schulabschluss. Er war für ein halbes Jahr der Torhüter eines Eishockey-Teams. Dann ging er in die Edinboro University of Pennsylvania.

## Filmografie (Auswahl)

### Als Regisseur
- 2005: Avatar – Der Herr der Elemente (Fernsehserie, 9 Folgen)
- 2008: Star Wars: The Clone Wars (Film)
- 2008–2014, 2020: Star Wars: The Clone Wars (Fernsehserie)
- 2014–2018: Star Wars Rebels (Fernsehserie)
- seit 2019: The Mandalorian (Fernsehserie, 3 Folgen)
- 2022: Das Buch von Boba Fett (Fernsehserie, 1 Folge)
- 2023: Ahsoka (Fernsehserie, 2 Folgen)

### Als Executive Producer
- 2014–2018: Star Wars Rebels (Fernsehserie, 76 Folgen)
- 2017–2018: Star Wars: Die Mächte des Schicksals (Star Wars Forces of Destiny, Fernsehserie, 32 Folgen)
- 2018–2020: Star Wars Resistance (Fernsehserie, 40 Folgen)
- seit 2019: The Mandalorian (Fernsehserie)
- 2020: Disney Galerie / Star Wars: The Mandalorian (Fernsehserie, 9 Folgen)
- 2020: Star Wars: Star Wars: The Clone Wars (Fernsehserie, 12 Folgen)
- 2021–2024: Star Wars: The Bad Batch (Fernsehserie)
- 2021–2022: Das Buch von Boba Fett (Fernsehserie)
- 2022: Star Wars: Geschichten der Jedi (Fernsehserie)
- seit 2024: Star Wars: Skeleton Crew (Fernsehserie)

### Als Drehbuchautor
- 2008, 2010: Star Wars: The Clone Wars (Fernsehserie, 4 Folgen)
- 2014–2018: Star Wars Rebels (Fernsehserie)
- 2018–2020: Star Wars Resistance (Fernsehserie)
- seit 2019: The Mandalorian (Fernsehserie, 1 Folge)
- 2021–2024: Star Wars: The Bad Batch (Fernsehserie)
- 2022: Das Buch von Boba Fett (Fernsehserie, 1 Folge)
- 2022: Star Wars: Geschichten der Jedi (Fernsehserie)
- 2023: Ahsoka (Fernsehserie, 8 Folgen)

### Als Synchronsprecher
- 2010–2014, 2020: Star Wars: The Clone Wars (Fernsehserie, 10 Folgen)
- 2014–2018: Star Wars Rebels (Fernsehserie, 72 Folgen)
- 2015: Star Wars: Das Erwachen der Macht (Star Wars: The Force Awakens)
- 2016: Rogue One: A Star Wars Story
- 2017–2018: Star Wars: Die Mächte des Schicksals (Star Wars Forces of Destiny, Fernsehserie, 7 Folgen)
- 2018–2020: Star Wars Resistance (Fernsehserie, 10 Folgen)
- 2021: Star Wars: The Bad Batch (Fernsehserie, 2 Folgen)
- 2023: Ahsoka (Fernsehserie)

### Als Schauspieler
- 2019–2023: The Mandalorian (Fernsehserie, 4 Folgen)

## Auszeichnungen
Daytime Emmy Award
- 2013: Nominierung in der Kategorie Outstanding Directing in an Animated Program für Star Wars: The Clone Wars
- 2013: Auszeichnung in der Kategorie Outstanding Special Class Animated Program für Star Wars: The Clone Wars
- 2014: Auszeichnung in der Kategorie Outstanding Special Class Animated Program für Star Wars: The Clone Wars